# La nave della morte
La nave della morte (Follow the Boys) è un film del 1944 diretto da A. Edward Sutherland e, non accreditato, da John Rawlins.
Commedia musicale dai toni drammatici, venne girato alla fine del 1943, in piena seconda guerra mondiale. Vi appaiono in numerosi cameo stelle dello schermo e famosi nomi dello spettacolo americano, tra cui alcune popolari orchestre. Tra gli ospiti, anche Orson Welles, Marlene Dietrich, Jeanette MacDonald e Dinah Shore.

## Trama
Salutando il pubblico del Palace Theatre di New York che sta per chiudere, la voce del vecchio Nick West si incrina, soffocata dall'emozione. Suo figlio Tony prende allora lui la parola, dichiarando che il vaudeville non morirà mai. I teatri, invece, chiudono uno dopo l'altro. Per trovare lavoro, Tony parte per la California dove vuole tentare la fortuna nel cinema. Entra così a far parte del corpo di ballo dell'Universal dove attira l'attenzione della stella musicale Gloria Vance. I due, partner sullo schermo, diventano ben presto marito e moglie anche nella vita.
Dopo l'attacco giapponese a Pearl Harbor, Tony vorrebbe arruolarsi ma, a causa di una vecchia ferita al ginocchio, viene riformato. Partecipa così agli sforzi bellici allestendo spettacoli per le truppe e raccogliendo fondi con la vendita dei buoni di guerra. Tornato a casa dopo uno spettacolo, ha una discussione con Gloria che ignora la storia del ginocchio. Lei non riesce a dirgli che aspetta un bambino e, dopo il litigio, i due si separano. Tony parte per una serie di spettacoli all'estero e, in Australia, la sorella Kitty rompe la promessa fatta a Gloria, dicendogli che lui sta per diventare padre. Tony, felice, comincia a fare piani per il futuro ma la nave su cui sono imbarcati viene attaccata da un sommergibile nemico e lui resta ucciso. La sua foto ora campeggia sulla copertina della rivista Life, dove si parla di Tony come di un eroe. Gloria prende il posto del marito e, insieme a centinaia di altri artisti, parteciperà agli spettacoli per le truppe in guerra.

## Produzione
Il film - che fu prodotto dall'Universal Pictures - venne girato dal 28 settembre al 4 dicembre 1943. Le riprese per le scene addizionali vennero effettuate il 23 dicembre 1943 e dal 1º al 5 febbraio 1944.

## Distribuzione
Il copyright del film, richiesto dall'Universal Pictures Co., Inc., fu registrato il 31 marzo 1944 con il numero LP12601.
Distribuito dall'Universal Pictures, il film uscì nelle sale cinematografiche statunitensi il 5 maggio 1944 dopo essere stato presentato a New York il 25 aprile.